# Mieko Tadokoro
Mieko Tadokoro (Tokyo, 1952) è una fotografa giapponese.
"Potrebbe la natura morta con foro stenopeico apparire come un dipinto? E quale sarà il rendering in bianco e nero? Queste sono le curiosità che mi hanno portato alla realizzazione delle mie nature morte. Ed è attraverso un minuscolo buco e dopo dieci minuti di respiro silenzioso che la natura morta è nella mia stanza buia"
(Mieko Tadokoro, Vie Silencieuse, maggio 2015)

## Biografia
Mieko vive e lavora a Tokyo.
Durante un soggiorno a Parigi nel 1990, frequenta il Museo Nicéphore Niepce, dove conosce ed apprende le tecniche della fotografia stenopeica. Da allora inizia un impegno con il foro stenopeico che dura fino ad oggi e che, oltre alla ricerca fotografica personale, insegna nei corsi scolastici, nei musei e nei centri culturali. Divulga, infine, la filosofia della fotografia stenopeica attraverso programmi televisivi e articoli nelle riviste giapponesi. In Giappone, questa antica tecnica fotografica è divenuta molto conosciuta grazie alle sue attività, ai suoi libri e ai manuali pubblicati. 
Japan Photo Culture Association nel 1999 le ha conferito il Premio per i suoi meriti artistici.
Dal 1995 è membro dell'APA - Association pour la Photographie Ancienne et ses Techniques di Parigi e dal 2006 è Presidente della Japan Pinhole Photographic Society.

## Mostre personali
- 2019 - Reflection(s), Gallery 48, Lione
- 2018 - Paris - Another Point of View, Bauhaus Gallery, Tokyo
- 2015 - La vie silencieuse, Galerie 48, Lione
- 2013 - Paris Autrement, L’Agnes Hotel , Tokyo
- 2012 - Tableau et Table, Hyatt Regency Tokyo
- 2012 - Paris à l’imparfait, Jike Studio, Kanagawa
- 2012 - A Retrospective, Art Chamber Gallery, organizzazione Goa Centre for Alternative Photography per The Japan Foundation, Goa, India
- 2012 - Flou Artistique, Portrait Gallery, Tokyo
- 2007 - Ichiyo, Pola Museum Annex, Tokyo
- 2006 - Natures Mortes, Pola Museum Annex, Tokyo
- 2005 - Réflexions Parisiennes, Pola Museum Annex, Tokyo
- 2003 - A Pas de Nain, Kodak Photo Salon, Tokyo
- 2002 - Paris, Passage Pinhole, Maison Franco-Japonaise, Tokyo
- 2000 - Natures Mortes, Kodak Photo Salon, Tokyo
- 2000 - Paris, Passage Sténopé, Galerie Véro-Dodat, Parigi
- 1999 - Réflexions Parisiennes, Librairie Jousseaume, Galerie Vivienne, Parigi
- 1998 - Photographie au sténope de Mieko Tadokoro, Le Printemps Ginza, Tokyo
- 1998 - Le Cimetière du Père Lachaise, Kodak Photo Salon, Tokyo
- 1995 - Another Point of View – Paris, Kodak Photo Salon, Tokyo
- 1993 - Paris vu d’un petit trou, Fuji Photo Salon, Tokyo

## Mostre collettive
- 2017 - Poetics of Light, National Science and Media Museum, Bradford (GB)
- 2015 - Poetics of Light, New Mexico History Museum, Santa Fe (USA)
- 2005-2014 - Annuale esposizione della Japan Pinhole Photographic Society, Tokyo
- 2012 - Flou(s) Artistique(s), Yotsuya Portrait Gallery, Tokyo
- 2004 - Paris seen by Japanese photographers, White Room Gallery, West Hollywood, U.S.A.
- 2003 - Exposition de Polaroid Pinhole Photos, Polaroid Gallery, Tokyo
- 2002 - Senza obiettivo, International Exhibition of Pinhole Photography, Siena, nell'ambito della XI edizione del Festival Visionaria
- 2000 - Sténopéphotographie 1855-2000, Galerie Mise au Point, Parigi sul tema dei fiori, Bibliothèque de Lille
- 1999 - Procédés Oubliés, Galerie Mister Brown, Parigi
- 1998 - Le Cimetière du Père Lachaise, Kodak Photo Salon, Tokyo
- 1997 - Procédés Oubliés, Novotel, Port de Charenton, Parigi
- 1993 - Camera Obscura, Magyar Fotográfiai Múzeum, Kecskemét (Ungheria)

## Edizioni
- Hariana-no-Paris (Photographie au sténopé), Kawade Shobo Shinsha, 2006 - ISBN 4309268781

## Collezioni
- Tokyo Metropolitan Museum of Photography
- Pinhole Resource Collection, New Mexico History Museum di Santa Fe, (USA)